# اویا باشار
اویا باشار (انگلیسی: Oya Başar؛ زادهٔ ۱۱ فوریهٔ ۱۹۵۶) بازیگر، کمدین اهل ترکیه است. وی از سال ۱۹۶۴ میلادی تاکنون مشغول فعالیت بوده‌است.